# Insula (film din 2021)
Insula  este un film românesc de animație din 2021 regizat de Anca Damian. Este scris de Anca Damian și Augusto Zanovello. Rolurile principale (de voce) au fost interpretate de actorii Alexander Bălănescu, Lucian Ionescu și Cristina Juncu.

## Rezumat
Robinson Crusoe este un medic care se izolează voluntar pe o insulă, dar liniștea sa va fi întreruptă de migranți, paznici și ONGiști.

## Distribuție
- Alexander Bălănescu
- Ada Milea
- Cristina Juncu	- Sirena
- Lucian Ionescu